# Barthood
«Barthood» (укр. «Бартність») — дев'ята серія двадцять сьомого сезону мультсеріалу «Сімпсони», прем'єра якої відбулась 13 грудня 2015 року у США на телеканалі «Fox».

## Сюжет
Барту 6 років. Він лежить на траві разом з Гомером, дивиться на небо і розпитує про те, як влаштований світ. Хлопчик всіляко нервує і травмує свого батька, тому його на якийсь час відвозять до дідуся. Барт просить дідуся пограти з ним в машинки і дід згадує про свою абсолютно нове авто, яке він купив 1954 року і забув. Він разом з Бартом вирушають кататися на машині.
Минають два роки. У Барта погано виходить читати, до нього ходить репетитор з читання професор Фрінк. Ліса, яка молодша за брата на два роки, вже читає ідеально, що турбує Барта. Якось Ліса малює кораблик, який Мардж поміщає в рамку і вішає на стіну над диваном. Барт теж хоче справити враження на батька і привернути до себе увагу, він малює картину на всій стіні кухні… Гомер і Мардж відправляють його до психолога, щоб зрозуміти причину такої поведінки їхнього сина. Психолог пояснює, що це пов'язано з браком уваги з боку батька і радить Гомеру взяти з собою Барта, наприклад в похід у ліс. Гомер і Барт вирушають в похід, однак просто поселяються в мотелі, де і проводять всі вихідні. Повернувшись додому Гомер дізнається, що Ліса стала ученицею місяця в школі, він пишається нею, що знову змушує Барта заздрити.
На 12-й день народження Барта Лісі приходить повідомлення про те, що вона 48-й місяць поспіль — учениця місяця. Барт злиться і втікає кататися на скейті з Мілгаусом, попутно розбиваючи вуличні ліхтарі. Їх накриває поліція. Мілгауса заарештовують і відправляють в колонію для неповнолітніх, у той час, як Барт ховається у діда Сімпсона в будинку для літніх. Ейб дарує онукові велосипед.
Барту 15. Мардж і Ліса їдуть у літній табір, а Гомер і син залишаються вдома. Гомер намагається серйозно поговорити з ним, однак у нього нічого не виходить і він просто йде до Мо. Тим часом Барт влаштовує вдома вечірку. Через якийсь час нагорі в кімнаті він виявляє свого батька, який курить марихуану. Гомер намагається пояснити Барту, що він сам — такий же, як і Барт — незрозумілий маленький хлопчик. Вони примиряються, проте Гомер говорить кілька дурниць і знову все псує. Барт вирушає за порадою до діда… на кладовище. Дідусь подумки радить Барту знайти свою справу і займатися нею до кінця. Барт вирішує професійно зайнятися екстремальним велосипедним спортом. Однак, під час виконання трюку він бачить тінь Ліси, падає і втрачає свідомість…
Проходить якийсь час. Барт малює карикатури на пірсі. На вечірці з приводу свого випускного Мілгаус робить Лісі комплімент, кажучи, що вона тут найкраща. Це знову ранить Барта, тому що взагалі-то це він — кращий друг Мілгауса, а тепер він знову другий після сестри. Тепер Ліса починає злитися і вичитує брата за те, що він звинувачує її у всіх своїх бідах. Вона заявляє йому, що він — хороший художник, проте не використовує свій талант…
Проходить ще кілька років. У Барта тепер свій магазин по тюнінгу велосипедів. До нього заходять Ліса і Нельсон, які тепер зустрічаються. Барт розповідає, що після того випадку на вечірці не злиться більше на сестру і присвятив їй художню композицію.
У фінальній сцені п'яний Барт і накурений Гомер лежать на траві, вони дивляться на небо і знову міркують про життя.

## Ставлення критиків і глядачів
Під час прем'єри серію переглянули 5,97 млн осіб з рейтингом 2.4, що зробило її найпопулярнішим шоу на каналі «Fox» тієї ночі.
Денніс Перкінс з «The A.V. Club» дав серії оцінку C, сказавши, що «серія особливо вразила втраченими можливостями».
Водночас Тоні Сокол з «Den of Geek» дав серії чотири з п'яти зірок, сказавши, що «зазвичай „Сімпсони“ використовують пародії для божевілля, однак цього разу серія вийшла натхненною, розумною і смішною».
У лютому 2017 року сценарист серії Ден Гріні був номінований на премію Гільдії сценаристів Америки в області анімації 2016 року.
Серію також було номіновано на премію «Енні» в категоріях «Найкраще виробництво анімаційної програми загального спрямування» і «Найкраще написання сценарію».
2019 року видання «Screen Rant» назвало серію найкращою 27 сезону та, водночас, найкращою HD-серією.
Згідно з голосуванням на сайті The NoHomers Club більшість фанатів оцінили серію на 5/5 із середньою оцінкою 4,11/5.